# 大和町立吉田小学校升沢分校
大和町立吉田小学校升沢分校（たいわちょうりつ よしだしょうがっこう ますざわぶんこう）は、宮城県黒川郡大和町吉田字升沢にあった公立小学校の分校である。宮城県道147号線（升吉岡線）西側はずれ沿いの南側で、嘉太神分校より更に西側、船形山寄りに位置していてへき地等級3級だった。現在は「大和町升沢森の学び舎」として再利用されている。

## 沿革
- 1902年（明治35年） - 開校。
- 1959年（昭和34年） - 児童数54名
- 1975年（昭和50年） - 防音対策のなされた鉄筋コンクリートの新校舎に建て替えられた。
- 1994年（平成6年） - 児童数1名で閉校[2]。

## 卒業生の進路
公立中学校の場合
- 大和町立吉田中学校[3]

## 所在地
- 〒981-3625 宮城県黒川郡大和町吉田字升沢26-2[4]

## アクセス
- 大和町バスターミナルから車で約40分